# Jan Veenhof
Jan Veenhhof est un footballeur néerlandais né le 28 janvier 1969. Il évoluait au poste de défenseur.

## Palmarès
- Champion d'Albanie en 2003 avec le KF Tirana